# シアウ・タグランダン・ビアロ県
シアウ・タグランダン・ビアロ県（シアウ・タグランダン・ビアロけん、インドネシア語: Kabupaten Kepulauan Siau Tagulandang Biaro）はインドネシアの北スラウェシ州のミナハサ半島の先端沖のサンギヘ諸島南部に存在する県。2007年1月2日に2007年第15番法（インドネシア語: Undang-Undang Nomor 15 Tahun 2007）に基づいて、当時のサンギヘ諸島県の南部の分割によって設立された。
県名のシアウ、タグランダン、ビアロから文字を取って略してシタロ県やシタロ諸島県とも呼ばれる。
主な島はシアウ島、タグランダン島（Tagulandang）、ビアロ島（Biaro）などである。面積は275,96 km2であり、人口は2010年の人口調査で63,543人であった。
人口の多くは漁業者と農業者であり、人口の多数がキリスト教やカトリシズムを信仰しているが、イスラム教徒や仏教徒も存在する。

## 自治体
10の郡（kecamatan）が存在し、2010年の人口調査では以下のような状況であった。
| 名前                |                  | 人口   |
| ------------------- | ---------------- | ------ |
| Biaro               |                  | 3,248  |
| Tagulandang Selatan | (南タグランダン) | 4,171  |
| Tagulandang         |                  | 11,597 |
| Tagulandang Utara   | (北タグランダン) | 4,027  |
| Siau Barat Selatan  | (南西シアウ)     | 4,073  |
| Siau Timur Selatan  | (南東シアウ)     | 7,283  |
| Siau Barat          | (西シアウ)       | 7,849  |
| Siau Tengah         | (中央シアウ)     | 1,850  |
| Siau Timur          | (東シアウ)       | 15,816 |
| Siau Barat Utara    | (北西シアウ)     | 3,887  |

## 註
1. ↑  Biro Pusat Statistik, Jakarta, 2011.